# جینسترا ۸۷۱۶
سیارک ۸۷۱۶ (به انگلیسی: 8716 Ginestra، نامگذاری:1995SB2) هشت هزار و هفتصد و شانزدهمین سیارک کشف شده‌است که در ۲۳ سپتامبر ۱۹۹۵ کشف شد.
قدر مطلق سیارک برابر ۱۳٫۱۰ است.